# Bathyphylax pruvosti
Bathyphylax pruvosti är en fiskart som beskrevs av Santini 2006. Bathyphylax pruvosti ingår i släktet Bathyphylax och familjen Triacanthodidae. Inga underarter finns listade.